# Arslan Isra'il Jabgu
Arslan Isra'il Jabgu (albo Arslan Isra'il Ibn Seldżuk) (? - zm. 1032) – najważniejszy z wodzów Seldżuków w latach ok. 1007 do 1025.
Był on najstarszym synem Seldżuka i jednym z dwóch, obok Musy, który przeżył ojca. Ok. roku 990 emir Nuh Ibn Mansur wziął na służbę Oguzów pod przywództwem Arslana, którym następnie pozwolił osiedlić się w niewielkim mieście Nachszab lub Nur (obecnie Nur Ata). Prawdopodobnie Arslan walczył razem z ojcem w obronie Samanidów przeciwko atakowi Hasan Bughra-chana w roku 992. W roku 1003, wspólnie z Oguz Jabgu, a w przeciwieństwie do reszty Seldżuków, Arslan wspierał ostatniego Samanidę Isma'ila w jego walce z Karachanidami.
Seldżuk nie wyemigrował na południe za Arslanem Isra'ilem i zmarł w Dżandzie ok. 1007 roku. Po jego śmierci Arslan przyjął tytuł jabgu, co było świadomym aktem rywalizacji z konkurencyjną linią Oguzów Oguz Jabgu z Jangikentu. Po ostatecznym zwycięstwie Karachanidów Arslan przeszedł na ich stronę, przyłączając się do Alitigina, któremu pomógł w opanowaniu Buchary. Stał się on wpływową postacią w jego otoczeniu, czego widomym świadectwem było poślubienie przez niego córki chana. Bratankowie Arslana, Czaghri i Tughril, którzy służyli u rywalizującego z Alitiginem innego Karachanidy, o tytule Bughra-chan (prawdopodobnie był to władca Tałasu i Isfidżabu Jighantigin Ibn Jusuf Kadyr-chan), zdawali się być wyłączeni z tego aliansu i pozostawać z wujem w raczej chłodnych stosunkach. Ostatecznie jednak także oni przeszli na służbę Alitigina, chociaż nie połączyli swoich sił z Arslanem.
W roku 1025 terytorium Alitigina zaatakował Mahmud z Ghazny, sprzymierzony z jego bratem, Jusufem Kadyr-chanem, władcą Chotanu i Kaszgaru. W rezultacie tej inwazji Seldżucy zostali pokonani przez Mahmuda i przesunęli się z zajmowanego dotychczas Sogdu przez stepy Kara-kum na skraj Ghaznawidzkiego Chorasanu. Mahmud musiał uważać ich za zagrożenie dla swojej pozycji w Chorasanie, zwiódł bowiem Arslana obietnicami, kiedy ten zaś przybył do niego, kazał go aresztować i uwięzić w Kalańdźarze w Indiach. Arslan zmarł w więzieniu po siedmiu latach, w roku 1032. Pozostawił po sobie syna Kutulmisza.